# Anka
Az Anka  női név az Anna szláv becenevéből ered.

## Rokon nevek
Anna

## Gyakorisága
Az újszülötteknek adott nevek körében az 1990-es évekbeni előfordulásáról nincs adat. A 2000-es és a 2010-es években sem szerepelt a 100 leggyakrabban adott női név között.
A teljes népességre vonatkozóan az Anka sem a 2000-es, sem a 2010-es években nem szerepelt a 100 leggyakrabban viselt női név között.

## Névnapok
július 26.

## Híres Ankák
„Anka” utónevű személyek szócikkeinek listája a Wikidata alapján